# Недільні школи
Неді́льні шко́ли — безкоштовні школи для дорослих в Україні, які працювали в неділю та святкові дні й давали початкову освіту. Виникли у 1848—1849 роках у Східній Галичині та на Закарпатті як «читальні для дорослих».
Одну з перших недільних шкіл засновано 1858 року у Полтаві. 1859 року в Києві відкрилося три недільні школи для робітників і ремісників.
Недільним школам активно допомагав Тарас Шевченко, який написав для них «Букварь южнорусскій». Пізніше буквар для недільних шкіл склав Олександр Потебня.
1870 року Христина Алчевська відкрила Харківську жіночу недільну школу, що проіснувала близько 50 років.

## Відкриття першої недільної школи у Києві
24 вересня 1859 р. генерал-губернатор князь І. Васильчиков отримав листа від попечителя Київського начального округу М. Пирогова, в якому йшлося, що «деякі студенти університету Святого Володимира із людинолюбства виявили готовність зайнятися у вихідні дні безкоштовним елементарним навчанням дітей робітничого класу чоловічої статі… Беручи до уваги користь, яку недільні школи принесуть дітям ремісничого та робітничого класу, які не мають ні часу, ні засобів відвідувати звичайні школи, а тому залишаються в повному невігластві, не знаючи ні грамоти, ні Закону Божого, я дозволив, — писав попечитель, — відкрити недільну школу в будинку Київського Подольського повітового дворянського училища під наглядом та керівництвом проф. Павлова та штатного наглядача Слєпушкіна… В школі будуть викладатися Закон Божий, російська та слов'янська граматики, російське письмо та арифметика. Законовчитель буде особливу увагу приділяти моральності християнського вчення»
У відкритті недільних шкіл масово брала участь студентська молодь — вихідці із шляхти, а крім студентів також аристократи і навіть військові.
Як стверджував, досліджуючи цю проблему Гнат Житецький — син відомого громадівця Павла Житецького, перша недільна школа була відкрита 11 жовтня 1859 р. на Подолі в будинку повітової дворянської школи на розі вулиць Костянтинівської та Хоревої.

## Недільні школи у Києві
За два тижні було відкрито другу недільну школу, так звану Новостроєнську, по вулиці Жилянській. Згідно документального свідчення це сталося 23 жовтня . Через рік — наприкінці жовтня  1860 р. — відкрилася Печерська недільна школа на Кловщині в Липках. У 1861 р. в аудиторіях університету виникла ще й четверта школа. Ці чотири недільні школи навчали учнів чоловічої статі. Але окремо в Києві відкрито ще й три жіночі школи. Перша жіноча школа розпочала навчання 31 січня 1860 р. в будинку другої гімназії. Як доповідав генерал-губернатору М.  Пирогов, «пані Нельговська та її класні дами пансіону виявили бажання за прикладом наявних вже чоловічих недільних шкіл відкрити таку ж жіночу. Я доручив директору Другої гімназії надати для школи приміщення в гімназії». Наприкінці того ж 1860 р. з'явилося ще дві жіночі  школи, зокрема друга — 6 листопада в будинку Фундукліївської гімназії, а третя, трохи згодом, на Подолі.

## Поширення недільних шкіл
Одночасно із недільними школами в Києві, шкільництво поширювалося   усією Правобережною та Лівобережною Україною, а також і російськими губерніями імперії. Так само прецеденти створення недільних шкіл мали найрізноманітніший характер, а географія відкриття демонструвала громадську активність у провінції не меншу, столиці. У грудні 1860 р. розпочато було створення недільної школи осіб у м. Городищі Черкаського повіту, яку (за власною ініціативою) брали цілком на своє утримання Федір Симиренко та Кіндрат Яхненко.
1861 р. недільна школа була відкрита при Немирівській гімназії Брацлавського повіту.
В містечку Білозерську Черкаського повіту недільну школу було відкрито священиком, її відвідувало 115 чоловік віком від 8 до 45 років. В містечку Тараща недільна школа була відкрита в березні 1861 р. офіцерами 8-ї артилерійської бригади. В місті Бердичів у жовтні 1861 р. виникла недільна школа для малолітніх арештантів при в'язниці. 

## Початкове ставлення імперської влади
Важливо зазначити, що в цей початковий період появи недільних шкіл, влада, перебуваючи ще в ліберальному дусі, не лише спокійно, але й із зацікавленням та навіть певним сприянням ставилася до громадської ініціативи, щодо недільних шкіл. Київський генерал-губернатор І. Васильчиков 18 лютого 1860 р. отримав відповідь на запит від Міністерства внутрішніх справ про те, що воно не вбачає жодних перепон в тому, аби на відкриття та утримання недільних шкіл збиралися добровільні пожертви. Але воднораз застерігало, що за ними має бути нагляд на предмет благонадійності і відповідальність за те цілковито покладається на місцеву владу.  Засторога щодо благонадійності стала досить швидко знаковою, а в підсумку саме ця проблема й привела до ліквідації шкіл.

## Заборона недільних шкіл
12 червня 1862 р. за «височайшим повелінням» повністю закривалися всі недільні школи та народні читальні із звинуваченням, що зловмисники в деяких школах поширювали «шкідливі вчення, обурливі ідеї і спотворені поняття про право власності та безвір'я»
1864 року діяльність недільних шкіл знову була дозволена, але з великими обмеженнями. 